# Agenda Bicentenario
La Agenda de Conmemoración del Bicentenario de la Independencia del Perú es el plan de acciones descentralizadas, participativas e inclusivas que tienen como objetivo posicionar la conmemoración del Bicentenario de la Independencia del Perú. La Agenda Bicentenario fue aprobada en el año 2018 mediante Decreto Supremo N.º 009-2018-MC; sin embargo a raíz de la emergencia sanitaria provocada por el COVID-19 en el Perú, el 2 de octubre del 2020 fue aprobada mediante el Decreto Supremo N.º 159-2020-PCM la actualización de la Agenda de Conmemoración del Bicentenario de la Independencia del Perú.
Su aspiración es dejar un legado institucional para el fortalecimiento de la democracia, infraestructura emblemática que cuadriplica la inversión anual en la ciudadanía, la recuperación de espacios públicos y una conmemoración centrada en el fortalecimiento de la identidad nacional, la memoria histórica y valores de una nueva ciudadanía de cara a su tercer siglo de vida republicana.
La Agenda Bicentenario incluye actividades hasta el 2024, año en que se conmemora los 200 años de las batallas de Junín y Ayacucho que consolidaron la Independencia del Perú, convoca a los 19 sectores del Poder Ejecutivo, 26 Comisiones Regionales Bicentenario, a la Comisión Bicentenario del Congreso de la República, Organizaciones de la Sociedad Civil, empresas privadas, gestores culturales, embajadas y cooperación internacional, academia y universidades, así como medios de comunicación y también a la ciudadanía.

## Lanzamiento
El 10 de noviembre del 2018 se lanzó en la ciudad de Ayacucho, la Agenda de Conmemoración del Bicentenario de la Independencia del Perú, evento que se desarrolló simultáneamente en todo el país y que convocó a autoridades del gobierno nacional, regional y de la sociedad civil; asimismo autoridades izaron las Banderas del Bicentenario, ejes temáticos que caracterizarán las obras y actividades previstas en la agenda de conmemoración. El lanzamiento central fue encabezado por el expresidente de la República, Martín Vizcarra y la exministra de Cultura, Patricia Balbuena; en medio de danzas, conciertos, ferias, pasacalles, entre otras actividades. Desde las 10:30 horas, la Plaza de Armas de Ayacucho fue escenario de danzas regionales, exposición de arte popular en la feria Ruraq Maki; además de la presentación de los Hermanos Yaipén, Manuelcha Prado, la Orquesta Sinfónica de Ayacucho, Sylvia Falcón, quien entonó en quechua el Himno Nacional del Perú; etc.
Simultáneamente, en distintos puntos del país, se realizó el lanzamiento de la Agenda Bicentenario en los principales centros de cada región:
- En la plaza Bolognesi de Huancavelica estuvo el exministro de Transportes y Comunicaciones, Edmer Trujillo. Se presentó Ruby Palomino, asimismo un pasacalle regional y una exposición artesanal.
- La población de Áncash disfrutó de un pasacalle regional y música en vivo en el auditorio de la Dirección Desconcentrada de Cultura de Áncash.
- En Junín, la plaza de armas de Huancayo celebró en medio de danzas, música en vivo, pasacalle artístico y feria gastronómica. Los actos fueron presididos por el exministro del Interior, Carlos Morán, y el exviceministro de Prestaciones y Aseguramiento en Salud, Diego Venegas.
- El entonces jefe del Gabinete Ministerial, César Villanueva, presidió los actos en la Plaza de Armas de Moyobamba, en la región San Martín. Se presenció una intervención artística, pasacalle moyobambino, feria gastronómica de productores, desfile de comparsas, teatro y pandilla moyobambina.
- En Amazonas, en Pampa de Higos Urco, el acto estuvo a cargo de la viceministra de Turismo, Liz Chirinos. Se programó danzas regionales y música en vivo con Josefina Ñahui.
- Por su parte, la exministra de Salud, Silvia Pessah; lanzó la Agenda Bicentenario en la plaza de armas de Pucallpa, capital de la región Ucayali, con danzas, música en vivo, pasacalle artístico y feria gastronómica.
- El exministro de Trabajo y Promoción del Empleo, Christian Sánchez, encabezó el lanzamiento de la Agenda Bicentenario en el bulevar de Iquitos, en la región Loreto. Hubo una intervención artística y un pasacalle regional.
- La entonces titular del Ministerio de Desarrollo e Inclusión Social, Liliana La Rosa, presidió los actos en Huacho, el balcón de Huaura fue testigo de la escenificación de la Independencia del Perú. También hubo un tedeum, desfile cívico escolar, el corso Bicentenario y la feria multisectorial de servicios. Mientras que la Plaza Mayor de Lima albergó el espectáculo de Orquestando y ensamble musical rítmico. Además, hubo una muralización y exposición artística. Los actos fueron liderados por el exministro de Educación, Daniel Alfaro.
- En la Fortaleza del Real Felipe programó la escenificación histórica de la Proclamación de la Independencia del Perú, a cargo de los puntos de cultura del Callao, con participación de la banda de música y escolta de la Legión Peruana de la Guardia. Participaron el titular de la DDC del Callao, Juan Augusto Fernández, y el presidente del Instituto de Estudios Históricos del Ejército del Perú, coronel EP Enrique Gargurevich.
- El exviceministro de Políticas y Evaluación Social del MIDIS, Walter Curioso, encabezó las actividades en la Plaza de Armas de Cajamarca. Clarineros pusieron marco musical y los asistentes presenciaron un pasacalle regional, feria gastronómica y exposición artística.
- En la Plaza de Armas de Trujillo, el exministro de Agricultura y Riego, Gustavo Mostajo; autoridades regionales y locales, y servidores de la DDC La Libertad y el Proyecto Especial Chan Chan se presenciaron actos de Marinera. Asimismo, hubo danzas regionales, bandas fusionadas del Ejército y la Policía Nacional.
- En la plaza de armas de Chiclayo, capital de la región Lambayeque, hubo danzas, música en vivo, pasacalle artístico y feria de productos peruanos y gastronómicos. Las actividades fueron encabezadas por el exministro de la Producción, Raúl Pérez-Reyes.
- La exministra del Ambiente, Fabiola Muñoz, y el gobernador regional de Piura, Reynaldo Hilbck, apreciaron las danzas peruanas en la plaza principal de la ciudad. Donde se develó las pinturas del Bicentenario e inaugurarán un aula lúdica, exposición fotográfica y una feria artesanal.
- La exministra de la Mujer y Poblaciones Vulnerables, Ana María Mendieta, lideró los actos en la Plaza de Armas del Cuzco. Hubo danzas regionales, show artístico y pasacalle.
- En la plaza de armas de Ica hubo un concierto con grupos locales, Sinfonía por el Perú, así como danzas, coro del Ministerio de Cultura, muestra fotográfica, entre otras actividades. Participaron el exministro de Vivienda, Construcción y Saneamiento, Javier Piqué; los viceministros de Construcción y Urbanismo, Juan Tarazona; y de Vivienda y Urbanismo, Jorge Arévalo; además de autoridades regionales y locales.
- En la Plaza de Armas de Arequipa, en tanto, el exministro de Defensa, José Huerta, y autoridades regionales y locales presenciaron las evoluciones de las Fuerzas Armadas y la exhibición de la Orquesta Sinfónica de Arequipa. También se presentaron danzas regionales y grupos artísticos de instituciones y universidades.
- En la plaza de armas de Puno hubo pasacalle de grupos folclóricos de universidades y agrupaciones que participan en la Fiesta de la Candelaria, y una feria gastronómica. Fue presidía por el ministro de Energía y Minas, Francisco Ísmodes.
- El exministro de Justicia y Derechos Humanos, Vicente Zeballos, presidió los actos en la Plaza de Armas de Moquegua. Se programó un concurso de bandas de música, Soundance, muestras artísticas, carnaval con ichuña Moquegua, feria regional, concurso de tunas y festival gastronómico.
- La Plaza Zela en Tacna fue escenario de danzas regionales, música a cargo de Son del Cuartel, exposición artesanal y degustación gastronómica. Los actos fueron encabezados por la entonces vicepresidenta de la República Mercedes Aráoz y exministro de Relaciones Exteriores, Néstor Popolizio.

## Banderas del Bicentenario
Son los ejes temáticos desarrollados en las actividades culturales de conmemoración, siendo posicionados públicamente como las «Banderas del Bicentenario». Estos ejes permiten transmitir, a través de la agenda de conmemoración, la visión del Perú que quiere consolidar en su tercer siglo de vida republicana.
| Banderas del Bicentenario | Banderas del Bicentenario    | Banderas del Bicentenario |
| Bandera                   | Eje Temático                 | Definición |
| ------------------------- | ---------------------------- | --- |
|                           | Sin corrupción               | Un país que fortalece sus instituciones democráticas, activa todos los mecanismos para la lucha contra la corrupción y que la entiende como un lastre para el desarrollo. La gobernabilidad se plantea como un requisito indispensable para consolidarse como nación soberana y democrática de cara al futuro. El Perú del Bicentenario requiere de un cambio de paradigma social y político, donde se ha desterrado el falso mito de que en el Perú «todos somos corruptos». |
|                           | Igualdad de oportunidades    | Un país que acorta las brechas de género, pobreza y desigualdad, con avances importantes en la inversión en infraestructura y reformas sociales que ponen en el centro a las personas sin discriminación por razón de origen étnico o nacional, raza, sexo, orientación sexual e identidad de género, filiación, idioma, religión, opinión, edad, identidad étnica o cultural, discapacidad, condición de salud, económica, migratoria o de cualquier otra índole. Ser un país que combate con firmeza la violencia de género y forja espacios de convivencia libres de cualquier tipo de discriminación, intolerancia y estereotipos de género. Se ponen en agenda nacional y se implementan una serie de políticas y proyectos con los enfoques de derechos humanos, género, discapacidad, interculturalidad e interseccionalidad, entre otros, imprescindibles para cerrar brechas de desigualdad, así como para el fortalecimiento de los servicios de salud y educación en pro una ciudadanía plena. |
|                           | Diálogo y reconciliación     | Un país dialogante y en paz en el que se promueven y consolidan espacios de encuentro y reconocimiento en pro de que vivamos una ciudadanía solidaria, justa y dialogante. Ser un país que respeta y reconoce los derechos humanos, así como las memorias de las víctimas civiles, policiales y militares afectadas por el periodo de violencia de 1980 al 2000. Las políticas públicas fortalecen acciones que nos permiten cerrar brechas y proporcionar a individuos, familias, comunidades y organizaciones las garantías de dignidad, verdad y reparación. |
|                           | Sostenibilidad               | Un país que valora su megadiversidad y concibe el desarrollo como indesligable del cuidado del medio ambiente. Reconocer al Perú como uno de los países más biodiversos del planeta, así como el tercero más vulnerable frente al cambio climático. Hay clara comprensión de que atentar contra la biodiversidad y el ambiente es atentar contra un ecosistema del cual somos parte y del que dependemos. La conservación del medio ambiente es un valor ciudadano básico transversal, inculcado desde la infancia y abordado de manera intersectorial desde el gobierno. |
|                           | Integración y competitividad | Un país integrado, referente de desarrollo social en la región y protagonista en la solución de los grandes retos globales del siglo XXI. El Perú se sitúa a la vanguardia del desarrollo social en la región al haber generado en poco tiempo las condiciones necesarias para continuar en el camino del desarrollo de cara al 2030. Al interior del país, forjar una nación integrada y conectada, donde se fortalecen los mecanismos para el trabajo articulado entre sectores y regiones en favor de una visión geopolítica común. Forjar un país con una economía en crecimiento y que vuelve a poner a las personas en el centro del desarrollo económico y el trabajo. Recuperamos nuestro crecimiento económico, consolidamos la ruta hacia la diversificación de la economía y fortalecemos nuestra competitividad con tecnología, innovación y calidad. El crecimiento del Perú se orienta al bienestar de sus familias y su territorio.                                                        |
|                           | Identidad y diversidad       | Un país con identidad que construye su historia tomando como base su poderosa cultura milenaria y su diversidad cultural como fuente inacabable de creatividad. El Perú de 2021 hace de un acontecimiento histórico ejemplar, motivo para pensar y tomar perspectiva del tipo de nación que se quiere ser de cara al futuro. La conmemoración del Bicentenario se constituye como hito histórico en sí mismo. Su trascendencia en la consolidación del Perú como un país del siglo XXI lo convierte en un caso ejemplar de uso de la historia en la construcción del futuro de un país. Al 2021, el país cuenta con una serie de proyectos culturales a gran escala y patrimonio recuperado, como evidencia activa de la conmemoración. |

## Componentes
La Agenda de Conmemoración del Bicentenario de la Independencia del Perú contempla 06 programas que se implementan a nivel nacional:

### Programa cultural y académico
Busca movilizar a la sociedad y sus instituciones a forjar una ciudadanía dialogante, respetuosa de la diversidad y con reflexión crítica; así como también con mayores capacidades de gestar su bienestar y desarrollo. Se coordina, además, la elaboración y ejecución de concursos, exposiciones, proyectos editoriales y festivales culturales a nivel nacional con la finalidad primordial de fortalecer la identidad nacional y generar espacios de encuentro entre las diversas expresiones, memorias y narrativas de la peruanidad.
| Es el Festival Bicentenario de Innovación Social, un festival descentralizado dedicado al intercambio de experiencias e ideas con el objetivo de reforzar identidad, promover ciudadanía y reflexionar sobre la historia para afrontar los retos globales. El evento reúne a historiadores, científicos sociales, personalidades y líderes, así como agentes de cambio, locales y nacionales; jóvenes en edad universitaria, niños y adolescentes, así como familias para reflexionar sobre la historia camino al Bicentenario de la Independencia del Perú, así como el reconocimiento y repaso de la cultura milenaria del país. | Las Giras Bicentenario de Elencos Nacional son espectáculos que se presentan en todo el Perú con el objetivo de fortalecer la identidad nacional en miras a la celebración del Bicentenario de la Independencia del Perú. Los elencos que forman parte de la gira son: el Ballet Folclórico Nacional, Ballet Nacional, la Orquesta Sinfónica Nacional, el Coro Nacional de Niños, la Orquesta Sinfónica Juvenil Bicentenario y el Coro Nacional. | Espacio en el que reconocidos académicos y especialistas de diferentes universidades del Perú y del extranjero analizan una serie de hitos de la historia republicana a partir de la realidad actual. La Cátedra Bicentenario está dirigida a profesores escolares y universitarios, estudiantes de nivel escolar secundario y universitario, así como público en general. Cabe señalar que uno de los objetivos de este espacio de reflexión es poner al alcance de la ciudadanía reflexiones valiosas sobre la historia republicana para su contribución en la educación histórica y de valores en la ciudadanía peruana. |

| Biblioteca Bicentenario | Concursos Bicentenario | Exposición Nacional |
| --- | --- | --- |
| La Biblioteca Bicentenario contiene libros, documentos históricos, y otros productos digitales como podcasts y audiolibros infantiles. Abarca temas históricos como el proceso de independencia y algunos hitos republicanos, pero también presenta reflexiones sobre situaciones contemporáneas. Entre los archivos históricos están la Colección Sesquicentenario de la Independencia del Perú, la Colección de Periódicos de la Independencia y la Colección de Perú y las Cortes de Cádiz. Pronto disponible. | Espacio en el que se impulsa el talento y la creatividad de la ciudadanía peruana a través de una serie concursos de Artes Visuales y Escénicas. Tiene por objetivo promover la creación de propuestas artísticas, de exposiciones, proyectos de arte y educación que tengan como tema central la exploración y reflexión sobre el proceso de independencia del Perú desde la coyuntura actual. | En el marco de la conmemoración del Bicentenario de la independencia, el Proyecto Especial Bicentenario ha programado la Exposición Nacional / Perú Bicentenario, que se llevará a cabo en las salas temporales del Museo Metropolitano de Lima y del Museo de Arte de Lima, entre julio del 2021 y enero del 2022. Se trata de una exposición de gran formato, que busca utilizar diferentes recursos y estrategias para aproximarse a las múltiples narrativas que forman parte de la historia del Perú desde su formación como república. |

### Conmemoración histórica
Aquí se diseña la estrategia de identificación y priorización territorial, se fomenta la colaboración de alcance nacional, regional y local en el sector público y privado, se propicia la concertación de iniciativas y/o proyectos para la conmemoración del Bicentenario, bajo un enfoque político, social y territorial como de compromiso intersectorial en las iniciativas del Bicentenario; y se propone la suscripción de convenios de cooperación y colaboración interinstitucional y de patrocinio y/o auspicio con organismos públicos, privados, organizaciones nacionales o internacionales, personas naturales para la ejecución de actividades o proyectos en el marco de la Agenda de Conmemoración en el ámbito de sus competencias.
| Celebración en Regiones | Mapa Interactivo de la Independencia | Ceremonia 2021 |
| --- | --- | --- |
| El Proyecto Especial Bicentenario ha identificado más de 90 efemérides a nivel nacional, que suponen eventos de alta importancia en relación con una serie de hechos históricos, personajes y circunstancias diversas que permitieron al Perú alcanzar su independencia. Están acompañadas con acciones conmemorativas en coordinación con las Comisiones Bicentenario Regionales. | Plataforma a disposición de la ciudadanía y en especial de los estudiantes con información geo referenciada, multimedia y didáctica que permita conocer más de la historia del Perú y específicamente del proceso de la independencia en el territorio. | El evento más importante del siglo XXI en el Perú, el 28 de julio del 2021 en conmemoración del Bicentenario de la Independencia del Perú con sede en distintas regiones del país y con Lima como ciudad central de la conmemoración, la celebración estará compuesta por grandes eventos culturales, deportivos, gastronómicos. |

### Programa de Valores
El Programa de Valores del Bicentenario es un plan integral de acciones y comunicación para la formación de un nuevo tipo de ciudadanía peruana de cara a su tercer siglo de vida republicana, asumiendo como problemática central el debilitamiento de valores ciudadanos clave para una convivencia pacífica y respetuosa, tales como la honestidad, el racismo, la violencia de género, el respeto al ambiente y la violencia estructural. Involucra acciones en espacio público, recursos digitales, campañas de comunicación masiva, programación televisiva, así como estudios analíticos sobre la situación de valores y factores decisivos para la convivencia ciudadana. En ese sentido, el Programa de Valores prevé tres tipos de acciones que, en su conjunto, aborden los distintos ángulos de la problemática nacional.
| Feria Bicentenario «El País que Imaginamos» | Plataforma Digital: El País que Imaginamos | Campañas de Comunicación Social |
| --- | --- | --- |
| Es un espacio social para el ensayo de dinámicas de convivencia y valores que promuevan la empatía, curiosidad y respeto al medio ambiente, así como bienestar individual y colectivo, con el objetivo de establecer las bases para una nueva ciudadanía al 2021. Es un centro para proveer a la ciudadanía de recursos clave y experiencias de alto impacto para el fortalecimiento de habilidades que fomenten la convivencia pacífica y una mirada común del rol del ciudadano en la construcción del país al Bicentenario del Perú. | Es una plataforma digital interactiva que facilita y provee recursos y contenidos para la formación y fortalecimiento de la ciudadana encontrados en las Ferias Bicentenario y en los Parques Culturales Bicentenario para poder ser usados por los ciudadanos en otros espacios. Tiene sus antecedentes en las ferias presenciales realizadas en el 2019; sin embargo debido a la emergencia sanitaria provocada por el COVID-19 en el Perú se ha realizado un proceso de innovación para adecuar la propuesta de valor a formatos asequibles a través de un universo digital especialmente diseñado. | Con el objetivo de convocar y contribuir al fortalecimiento de valores ciudadanos de cara al 2021, las campañas obedecen a la necesidad de informar y sensibilizar a la ciudadanía a nivel nacional, a través de una comunicación convocante que capitalice el hito histórico, como motor para la movilización social y fortalecimiento ciudadano. Forma parte de una estrategia integral que promueve el cambio de comportamientos sociales clave y el fomento de valores ciudadanos. - Voluntarios del Bicentenario (marzo de 2020) - Mi Nombre es Perú (julio de 2020) |

| Voluntarios del Bicentenario |
| --- |
| Es un movimiento nacional ciudadano constituidos como agentes sociales para impactar positivamente en hogares, comunidades y ciudades. El objetivo es lograr un cuerpo de voluntarios capacitados y con habilidades blandas debidamente desarrolladas para dar respuesta a los principales retos del país, con lo que se contribuye a la profesionalización del ecosistema de voluntariado en el Perú de cara al futuro. Los Voluntarios del Bicentenario son parte del legado que dejará el Proyecto Especial Bicentenario al 2021-2024 con miras al fortalecimiento de una nueva ciudadanía peruana. |

### Parques Culturales Bicentenario
Son espacios públicos ubicados en lugares clave de la ciudad con servicios que fomentan el diálogo, la cultura y creatividad en las personas. Contarán con infraestructura especializada para el desarrollo de exposiciones y actividades culturales, así como con áreas naturales abiertas en las que se educa en temas medioambientales y de sostenibilidad. Sus espacios son convocantes y de carácter público, teniendo como lugar medular el Centro de Recursos para la Ciudadanía (CREC) con un modelo de gestión y oferta de actividades que suma a la construcción de espacios de encuentro y a una ciudadanía peruana responsable, preparada para resolver los retos locales. Se ofrecen dos modelos de intervención a nivel de «creación» o de «recuperación de un espacio urbano» en las ciudades.
Los componentes de los Parques Culturales Bicentenario son:
| Componentes del Parque Cultural Bicentenario | Componentes del Parque Cultural Bicentenario | Componentes del Parque Cultural Bicentenario | Componentes del Parque Cultural Bicentenario | Componentes del Parque Cultural Bicentenario |
| Área ecológica | Explanada cultural | Centro de Recursos para la Ciudadanía (CREC) | Biblioteca | Centro Cultural |
| --- | --- | --- | --- | --- |
| Espacio abierto e inclusivo con el fin de promover el bienestar y la salud a través de la conexión con la naturaleza. Está enfocado en la educación ambiental, la preservación de la biodiversidad local y la integración social con especial atención en la primera infancia y las personas con discapacidad. | Es un espacio libre y democrático que sirve como plataforma para el desarrollo de actividades sociales y culturales como ferias, conciertos y ensayos, convirtiéndose así en un espacio de interacción, intercambio y celebración. Cuenta con una plaza y un anfiteatro. | Es un espacio convocante e interactivo que promueve la participación ciudadana en la construcción colectiva de nuevas narrativas de nuestras ciudades, regiones y nación en base al diálogo y la tolerancia. Cuenta con salas expositivas y un laboratorio creativo. | Es un espacio confortable que estimula la generación e intercambio de conocimientos donde convive la lectura individual y las actividades colaborativas. Cuenta con estantería abierta y una mediateca con recursos orientados para niños, adultos y personas con discapacidad. | Espacio dinámico que impulsa el desarrollo creativo y la identidad de la comunidad por medio de espacios flexibles para toda clase de actividades culturales. Cuenta con un auditorio, sala de usos múltiples y talleres. |

Este modelo propone articular una red nacional de 26 Parques Culturales Bicentenario que se conviertan en una propuesta que pueda ser replicada por los gobiernos regionales y locales. Los Parques Culturales Bicentenario se proponen como una política pública que permita mitigar brechas de espacio público con enfoque de género e infraestructura cultural y formen parte del legado del Bicentenario en las ciudades. Estos se detallan a continuación:
- Creación de servicios culturales del Parque Cultural Bicentenario Acuchimay, Ayacucho.
- Creación de servicios culturales a través del Paseo Bicentenario en el Rímac, Lima.
- Parques Culturales Bicentenario, «Creación y/o recuperación de espacios públicos que incorporan el centro de recursos para la ciudadanía», uno en cada capital de región.

### Agenda internacional
Una serie de actividades internacionales de gran relevancia a ser ejecutadas por los ministerios de Relaciones Exteriores, Defensa, Comercio Exterior y Turismo y el Instituto Peruano del Deporte, en coordinación con el Proyecto Especial Bicentenario, las cuales se realizan en el extranjero, y que tienen al Perú como país invitado o con una participación especial, así como también eventos que se realizan dentro del territorio nacional, teniendo como invitados a otros países.
| Programas en la Agenda Internacional | Programas en la Agenda Internacional | Programas en la Agenda Internacional |
| Bicentenario en el mundo | Países amigos del Bicentenario |                                      |
| --- | --- | ------------------------------------ |
| Actividades en todo el mundo en las que el Perú es invitado de honor, debido a la trascendencia del Bicentenario de su independencia. - Feria del Libro de Santiago de Chile (2018) - Juegos Panamericanos y Parapanamericanos Lima 2019 (2019) - III Congreso de áreas protegidas de Latinoamérica y el Caribe (2019) - II Foro Internacional de Economía Circular (2019) - IV Edición Virtual del Foro de Antiguas Civilizaciones (Lima 2020) - Exposición Internacional (2020-2021) - Exposición de Dubái (2021) - Programa Bicentenario de Actividades en el Exterior (2020-2021) - Concurso Ecuestre Militar Internacional (2021) - Circunnavegación Bicentenario de la Independencia del Perú, 200 años Firme y Feliz por la Unión (2021) - VIII Foro Mundial de Regulación Energética (OSINERGMIN, 2021) - Juegos Olímpicos de Tokio 2020 (2021) - Juegos Deportivos y Paradeportivos Nacionales (2021) - Olimpiadas Especiales Latinoamericanas (2022) | Invitación a los Gobiernos e instituciones públicas y privadas de terceros países a participar en la conmemoración del Bicentenario de la Independencia del Perú. Se invita a cada país a involucrarse en el programa interno del Proyecto Especial Bicentenario o en el diseño y ejecución de actos o proyectos específicos que resalten la relación bilateral con motivo del Bicentenario. En tal sentido, se contempla la suscripción de declaraciones y preparación de planes de trabajo bilaterales con países vecinos y de especial vinculación histórica en el proceso de la Independencia peruana, a la fecha se han suscrito declaraciones con Argentina, Chile y España. |                                      |

### Obras emblemáticas
Las obras incluidas en la Agenda de Conmemoración están vinculadas, de una parte al cierre de brechas sociales «Cartera emblemática Sectorial», la puesta en valor y «Recuperación de Sitios Históricos». Se cuenta con un listado de 281 obras emblemáticas de 13 sectores del Ejecutivo (261 obras públicas y 20 por otras modalidades), distribuidas en todas las regiones del Perú, y corresponden a hospitales, carreteras, colegios, agua, saneamiento, puertos, aeropuertos, telecomunicaciones y otros, a fin de que las obras puedan estar al servicio de la ciudadanía y quedar como legado en materia de inversión.
De las 261 obras públicas, 14 son promovidas por el Proyecto Especial Bicentenario y encargadas al Ministerio de Cultura a través de la Unidad Ejecutora N.º 008: Proyectos Especiales. De dicho encargo, 11 proyectos de inversión pública están orientados a la recuperación de sitios históricos de batalla y mejoramiento de infraestructura histórico-cultural.